# Erasmus Pagendorfer
Erasmus Pagendorfer († 15. Juli 1561 in Linz) war ein österreichischer Priester, Bischof von Cembalo und Weihbischof in Passau.

## Leben
Erasmus Pagendorfer erscheint 1555 als Vertreter des Bischofs Wolfgang von Salm bei der von König Ferdinand I. für den österreichischen Anteil des Bistums Passau angeordneten Visitation. Am 24. März 1557 mit dem Titularsitz Cembalo zum Weihbischof in Passau ernannt, wurde er am 25. Juli 1558 von seinem Vorgänger Urban Sagstetter, Bischof von Gurk, in der Kirche Maria am Gestade in Wien, dem Sitz des Passauer Offizials und Generalvikars für das Land unter der Enns, zum Bischof geweiht. 1557 wurde er Stiftspropst von St. Salvator in Ilzstadt und Benefiziat der Sixtuskapelle beim Passauer Dom. Er starb am 25. Juli 1561 in Linz und wurde in der Stadtpfarrkirche bestattet. Sein Grabstein aus Rotmarmor mit einer Liegefigur im Bischofsornat ist erhalten (an der Ostseite außen).